# アクティブ・ヨー・コントロール
アクティブ・ヨー・コントロール（英語: Active Yaw Control、略称AYC）とは、三菱自動車工業が開発したヨーモーメント・コントロール・デファレンシャルの一つである。

## 概要
アクティブ・ヨー・コントロールはステアリング角、速度、ブレーキ、旋回Gなどのセンサを基に後輪左右の駆動力移動を制御する。旋回中に発生するヨー・モーメントを制御し、旋回性能を向上させるシステムである。
スーパーAYCは従来のAYCの内部構造を見直し、かさ歯車式から遊星歯車式に変更された。それによって左右のトルク移動量を2倍に増大し、旋回性能とトラクション性能を高めた。
また、ランサーエボリューションVIIから、新たに採用されたACDとの統合制御によってトラクションとコーナリング性能をさらに高めることが可能となった。
構造上の特徴として、駆動力配分ではなく駆動力移動によりヨー・モーメントを発生させているため、駆動が掛かっていない状態（アクセル切時）でも機能する。

## 搭載車種
AYC
- ランサーエボリューションIV
- ランサーエボリューションV
- ランサーエボリューションVI
- ランサーエボリューションVI TME
- ランサーエボリューションVII
- ランサーエボリューションVII GT-A
- ギャランVR-4
- レグナムVR-4
- アウトランダー

スーパーAYC
- ランサーエボリューションVIII
- ランサーエボリューションVIII MR
- ランサーエボリューションIX
- ランサーエボリューションIX MR
- ランサーエボリューションX